# Хуліо Сесар Мендес Монтенегро
Ху́ліо Се́сар Ме́ндес Монтене́гро (23 листопада 1915 — 30 квітня 1996) — гватемальський політик, президент країни з 1966 до 1970 року.

## Життєпис
За освітою юрист. Працював професором місцевого університету. 1944 брав участь у поваленні режиму генерала Убіко. Прийшов до влади 1966 року за результатами виборів. За часів його президентства розгоралась громадянська війна, і Мендес випустив армію з-під свого контролю, чим заслужив її підтримку. За Мендеса у сільській місцевості масово знищувались села, якщо виникала підозра, що там переховуються партизани.